# Homoranthus tropicus
Homoranthus tropicus är en myrtenväxtart som beskrevs av Norman Brice Byrnes. Homoranthus tropicus ingår i släktet Homoranthus och familjen myrtenväxter. Inga underarter finns listade i Catalogue of Life.